# 꾸아이띠아오 르아
꾸아이띠아오 르아(태국어: ก๋วยเตี๋ยวเรือ) 또는 꾸아이띠아오 남똑(태국어: ก๋วยเตี๋ยวน้ำตก)은 태국의 국수 요리이다. 수상 마을에서 배를 타고 오가며 길거리 음식으로 빨리 먹을 수 있도록 파는 국수이며, 국물에 선지가 들어 진하고 걸쭉하다.

## 이름
태국어 "꾸아이띠아오(ก๋วยเตี๋ยว)"는 "쌀국수"를 일컫는 말이다. "르아(เรือ)"는 "배"를 뜻한다. "꾸아이띠아오 르아(ก๋วยเตี๋ยวเรือ)"는 "배 쌀국수"라는 뜻이다. 배에서 팔던 음식이라 이런 이름이 붙었다. "남똑(น้ำตก)"은 "폭포"라는 뜻이며, 국물에 선지를 풀어 걸쭉하게 만든 음식을 가리키는 말이기도 하다.

## 만들기
밑국물은 돼지뼈 육수에 양파, 마늘, 고수 뿌리, 레몬그래스, 판단 잎, 큰고량강 등 향신채와 계피, 팔각, 깟씨, 백후추 등 향신료, 간장(시이우 카우와 시이우 담), 따오찌아오 등 양념을 넣고 끓인 다음, 국물을 저어 가며 선지를 부어 진하고 걸쭉하게 만든다.
국수로는 쌀국수인 꾸아이띠아오(주로 비교적 가는 센 렉 또는 센 미)를 쓴다. 불렸다가 살짝 삶아 익힌 국수에, 따로 삶아 익힌 쇠고기 완자와 돼지고기, 숙주나물과 공심채 등 채소를 넣고 밑국물을 부은 다음 튀긴 마늘, 마늘기름, 고추 식초, 고추 플레이크, 타이바질, 고수 잎, 캅 무(돼지 껍데기 튀김) 등을 고명으로 올려 낸다.

## 같이 보기
- 뉴러우몐
- 후띠에우